# Ettore Rivolta
Ettore Rivolta (ur. 3 września 1904 w Mediolanie, zm. 17 października 1977 tamże) – włoski lekkoatleta, chodziarz, medalista mistrzostw Europy z 1934.
Zajął 5. miejsce w chodzie na 50 kilometrów na igrzyskach olimpijskich w 1932 w Los Angeles.
Na mistrzostwach Europy w 1934 w Turynie zdobył brązowy medal w tej konkurencji. Pokonali go jedynie Jānis Daliņš z Łotwy i Arthur Schwab ze Szwajcarii. Rivolta zajął 12. miejsce w chodzie na 50 kilometrów na igrzyskach olimpijskich w 1936 w Berlinie.
Był mistrzem Włoch w chodzie na 50 kilometrów w 1931, 1934, 1935, 1936 i 1939.
Jego rekord życiowy w chodzie na 50 kilometrów wynosił 4:35:53,2 i pochodził z mistrzostw Włoch w 1935.